# Mohammad Muneer
Mohammad Muneer Ahmad Al-Mutasim (Al Kuwait, 17 aprile 1982) è un ex calciatore giordano, di ruolo difensore.

## Caratteristiche tecniche
È un difensore centrale.

## Carriera

### Club
Comincia a giocare in patria, all'Al-Faisaly, in cui gioca per undici anni. Nel 2010 si trasferisce in Siria, al Tishreen. Nell'estate 2011 viene acquistato dall'Al-Ansar, squadra dell'Arabia Saudita. Nel gennaio 2012 torna in patria, all'Al-Jazira Amman. Nel 2014 passa all'Al-Hussein. Nel 2015 viene acquistato dall'Al-Baqa'a.

### Nazionale
Ha debuttato in Nazionale il 25 maggio 2008, nell'amichevole Cina-Giordania (2-0). Ha partecipato, con la Nazionale, alla Coppa d'Asia 2011. Ha collezionato in totale, con la maglia della Nazionale, 31 presenze.